# Козыряны
Козыря́ны (укр. Козиряни) — село в Левинецкой сельской общине Днестровского района Черновицкой области Украины.
Первые упоминания о Козырянах относятся к XIX веку.
Во второй половине XX века в селе был колхоз. Основное направление хозяйствования — полеводство и мясо-молочное животноводство.
В селе были построены восьмилетняя школа, клуб, библиотека, фельдшерско-акушерский пункт. Есть обелиск, посвящённый жителям села, погибшим в боях против фашистов.
Население по переписи 2001 года составляло 1005 человек.
До 2020 года село входило в Кельменецкий район